# Нтелле
Нтелле (англ. Ntelle) — одна з місцевих громад, що розташована в районі Бута-Буте, Лесото. Населення місцевої громади у 2006 році становило 5 233 особи.